# 阿彭维尔
阿彭维尔（法語：Appenwihr，法語發音：[apənviʁ] ⓘ）是法国上莱茵省的一个市镇，位于该省北部偏东，属于科尔马-里博维莱区。

## 地理
阿彭维尔（48°1'36"N, 7°26'24"E）面积7.72 平方千米，位于法国大東部大區上莱茵省，该省份为法国东部内陆省份，是阿尔萨斯的一部分，今与下莱茵省组成了阿尔萨斯欧洲集体，其北临下莱茵省，西接孚日省，西南接贝尔福地区省，东侧沿莱茵河与德国相望，南与瑞士接壤。
与阿彭维尔接壤的市镇（或旧市镇、城区）包括：洛格莱姆、孙多芬、埃滕什拉格。
阿彭维尔的时区为UTC+01:00、UTC+02:00（夏令时）。

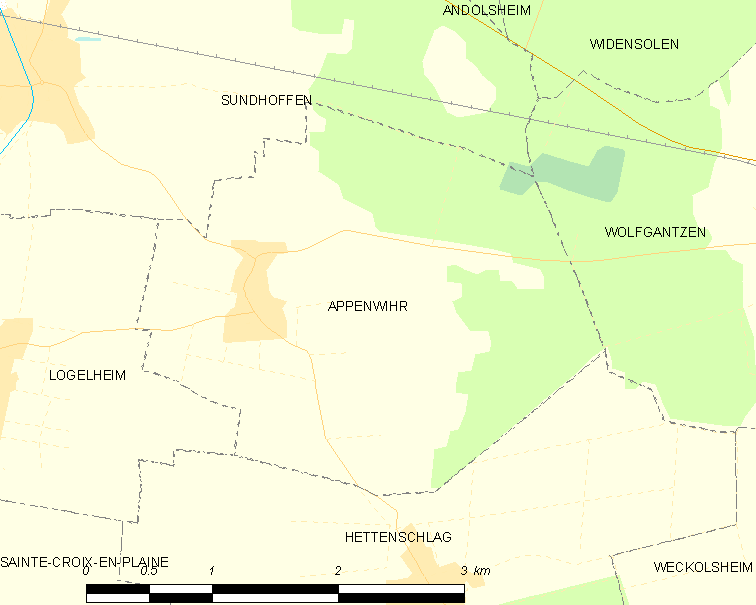
阿彭维尔的OSM定位图

## 行政
阿彭维尔的邮政编码为68280，INSEE市镇编码为68008。

## 政治
阿彭维尔所属的省级选区为恩西赛姆县。

## 人口

1962-2008年间阿彭维尔人口变化图示

阿彭维尔于2022年1月1日时的人口数量为585人。